# انقراض الكابتاني
انقراض الكابتاني وهو انقراض حدث منذ حوالي 260 مليون سنة خلال فترة انخفاض ثراء الأنواع وزيادة معدلات الانقراض في أواخر فترة البرمي الأوسط نسق (الغوادالوبي). ويُعرف أيضًا باسم حدث انقراض نهاية الغوادالوبي بسبب حدوثه الأولي بين نسق الغوادالوبي واللوبنجي؛ ومع ذلك، فإن الدراسات الطبقية تشير أكثر دقة إلى أن قمم الانقراض للعديد من المجموعات التصنيفية قد حدثت خلال نسق الغوادالوبي، في النصف الأخير من مرحلة الكابتاني.